# Сарди

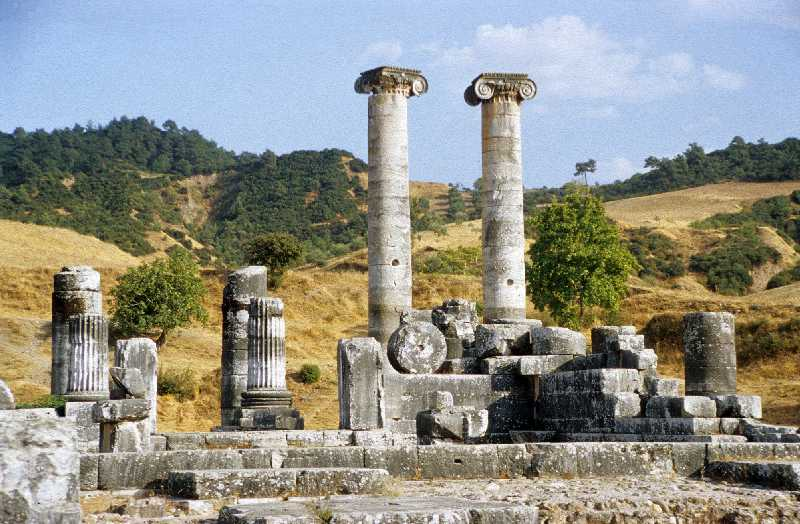
Руїни храму Артеміди в Сардах

Сарди (лід. 𐤳𐤱𐤠𐤭𐤣, транслітер. Sfard, староперс. Sparda, дав.-гр. Σάρδῑς, тур. Sart) — стародавнє місто на заході Анатолії, колишня столиця Лідії.
Було розташоване біля гори Тмол на річці Пактол. Назва походить від самоназви лідійців — «сфарди», хоча є версія, що пов'язує її з фракійським словом, що позначало «рік» або ж «сонце».
Засновником міста (або ж його цитаделі) вважали лідійського царя Мелеса. Щоправда, збудована ним цитадель мала мури лише з трьох боків, а з півночі обривалася майже неприступною скелею.
У 652 р. до н. е. Сарди були захоплені і спалені кімерійцями, проте невдовзі відбудовані. У 546 р. до н. е. несподіваним штурмом з північного боку цитадель Сард була захоплена Киром Великим. Ахеменіди перетворили місто на центр сатрапії і опорний пункт для своїх військ. В 510 р. до н. е. Сарди були захоплені і спалені іонійськими греками, проте захопити цитадель їм так і не вдалося.
Перси втратили місто лише під час війни з Александром Македонським, який звів у Сардах вівтар Зевса. Після смерті Александра місто кілька разів змінювало господарів, і врешті-решт залишилося за Селевкідами, які перетворили його на центр своєї найзахіднішої сатрапії. В 216 р. до н. е. владу в Сардах захопив Ахей, проте через два роки його схопили і видали Антіоху III, який спалив «нижнє місто» Сард. За Апамейським миром місто відйшло до Пергамского царства.
З 133 р. до н. е. — у складі римської провінції Азія. В 17 році Сарди були повністю зруйновані потужним землетрусом. Відбудував місто імператор Тиберій, який заселив його, зокрема, вихідцями з Юдеї. Сарди стали одним з центрів розповсюдження християнства і навіть згадуються в Апокаліпсисі. На межі IV—V ст. місто постраждало від нападу готів. Проте значним центром Сарди залишалися і за візантійської доби — у XII ст. навколо міста і цитаделі були зведені нові потужні мури.
У 1306 році візантійці остаточно поступилися Сардами туркам. У 1402 місто здобув і остаточно зруйнував Тамерлан.